# FarSight Studios
 (janvier 2021).
Si vous disposez d'ouvrages ou d'articles de référence ou si vous connaissez des sites web de qualité traitant du thème abordé ici, merci de compléter l'article en donnant les références utiles à sa vérifiabilité et en les liant à la section « Notes et références ».
FarSight Studios est un studio de développement de jeux vidéo américain fondé en 1988. Il a développé entre autres Gottlieb Pinball Classics, Backyard Football, la version Mega Drive d'Action 52 ou encore Game Party.

## Liste de jeux
| Titre                                                                      | Éditeur                                            | Date                       |
| -------------------------------------------------------------------------- | -------------------------------------------------- | -------------------------- |
| Action 52                                                                  | Active Enterprises                                 | 1993                       |
| Art Alive!                                                                 | Sega                                               | 1991                       |
| Backyard Baseball '09                                                      | Atari                                              | 2008                       |
| Backyard Baseball '10                                                      | Atari                                              | 2009                       |
| Backyard Football '08                                                      | Atari                                              | 2007                       |
| Backyard Football '09                                                      | Atari                                              | 2008                       |
| Backyard Football '10                                                      | Atari                                              | 2009                       |
| Brunswick Pro Bowling                                                      | Crave Entertainment                                | 2007                       |
| Color a Dinosaur                                                           | Virgin Games                                       | 1993                       |
| David Crane's Amazing Tennis                                               | Absolute Entertainment                             | 1993                       |
| ESPN NFL Prime Time 2002                                                   | Konami                                             | 2001                       |
| Game Party                                                                 | Midway Games                                       | 2007                       |
| Game Party 2                                                               | Midway Games                                       | 2008                       |
| Game Party 3                                                               | Warner Bros. Interactive                           | 2009                       |
| Game Party: In Motion                                                      | Warner Bros. Interactive                           | 2010                       |
| Golden Tee Golf: Home Edition                                              | Radica Games                                       | 2006                       |
| Hard Rock Casino                                                           | Crave Entertainment                                | 2006                       |
| Hotel for Dogs                                                             | 505 Games                                          | 2009                       |
| Jibbi                                                                      | Radica Games                                       | 2006                       |
| Mojo!                                                                      | Crave Entertainment DreamCatcher Interactive (PAL) | 2003 2004 (PAL)            |
| NASCAR Road Racing                                                         | EA Sports                                          | 1999                       |
| NCAA Football 98                                                           | EA Sports                                          | 1997                       |
| NCAA Football 99                                                           | EA Sports                                          | 1998                       |
| NFL '95                                                                    | Sega                                               | 1994                       |
| NFL Prime Time '98                                                         | Sega                                               | 1997                       |
| The Pinball Arcade                                                         |                                                    | 2012                       |
| Pinball Hall of Fame: The Gottlieb Collection •Gottlieb Pinball ClassicsEU | Crave Entertainment                                | 2004 2005 (PSP) 2010 (Wii) |
| Pinball Hall of Fame: The Williams Collection                              | Crave Entertainment                                | 2008 2009 (PS3, 360)       |
| Play TV Baseball 3                                                         | Radica Games                                       | 2005                       |
| Play TV Basketball                                                         | Radica Games                                       | 2005                       |
| Play TV Football 2                                                         | Radica Games                                       | 2005                       |
| Play TV Madden Football                                                    | Radica Games                                       | 2004                       |
| Play TV Real Swing Golf                                                    | Radica Games                                       | 2005                       |
| Play TV Skateboarder                                                       | Radica Games                                       | 2006                       |
| Prime Time NFL Starring Deion Sanders                                      | Sega                                               | 1995                       |
| Scarface: Money. Power. Respect.                                           | Sierra Entertainment                               | 2006                       |
| Stern Pinball Arcade                                                       |                                                    | 2016                       |
| Vacation Isle: Beach Party                                                 | Warner Bros. Interactive                           | 2010                       |
| Videomation                                                                | THQ                                                | 1991                       |